# Bernardo Buontalenti
Bernardo Buontalenti, italijanski oblikovalec, arhitekt, vojaški inženir in slikar, * 1536, Firence, Italija, † 6. junij 1608, Firence, Italija.
Slovel je kot izvrsten arhitekt in inženir fortifikacij. Vse življenje je služil pri hiši Medičejcev. Njegovo najpomembnejše delo je urbanistična zasnova in obramba mesta Livorno, načrtoval pa je tudi fortifikacije v Firencah, Grossetu, Pratu, Pistoii, Portoferraiu (Elba) ter Neaplju.